# Taboada (Carballo)
Taboada es una villa española situada en la parroquia de Carballo, del municipio de Taboada, en la provincia de Lugo, Galicia.

## Historia
La actual villa de Taboada no nació como tal, sino que es el resultado de la fusión de los lugares de Carballo, Santo Tomé, Pacios Alto y Riazón. De este modo, la capital municipal fue definida en los censos de 1860 y 1873 cómo "Carballo", en los posteriores como "Santo Tomé" y, a partir de 1950, como Taboada, en referencia a la jurisdicción que en el Antiguo Régimen ocupaba la parte centro-occidental del municipio.
En 1947, a Taboada le fue conferido el título de "villa".
Entre 1964 y 1969 se construyó la actual Casa Consistorial.

## Demografía
| Gráfica de evolución demográfica de Taboada entre 2000 y 2021 |
|                                                               |
| Datos según el nomenclátor publicado por el INE.              |